# Trophée des Champions
Il Trophée des Champions, noto in italiano come Supercoppa di Francia, è una competizione calcistica francese che si tiene annualmente in gara unica tra le detentrici in carica del campionato e della Coppa di Francia; è analoga alla Supercoppa italiana e al suo formato precedente.
La competizione nacque nel 1955 come Challenge des Champions e si tenne con due interruzioni: una prima serie dal 1955 al 1973 e una seconda nel biennio 1985-1986.
Proprio l'edizione del 1986, l'ultima per nove anni, fu la prima a non tenersi in Francia metropolitana ma in Guadalupa; si dovette attendere il 2009 per la disputa di una nuova edizione del Trophée des Champions fuori dall'Europa, allorquando fu Montréal in Canada a ospitare la competizione.
Dal 1995 il torneo si tiene regolarmente senza interruzioni con il nome attuale.
Il Paris Saint-Germain è, al 2024, il club più vittorioso della competizione, con 13 trofei vinti.

## Storia
La Fédération française de football association decise di lanciare il "Challenge des Champions", una sfida tra le squadre che nella stagione antecedente avevano vinto rispettivamente campionato e coppa nazionale, in collaborazione con il sindacato dei calciatori professionisti. La prima edizione ebbe luogo nel 1955 a Marsiglia tra Stade Reims e Lilla. Il torneo si è disputato a cadenza annuale (eccettuando le edizioni 1963 e 1964) fino al 1973, venendo poi ripreso nel biennio 1985-1986, senza successo.
Nel 1995 la LFP ripristinò la manifestazione, dandole il nome "Trophée des Champions". La prima edizione del nuovo formato ebbe luogo nel gennaio 1995 a Brest tra Paris Saint-Germain e Nantes, vincitrici rispettivamente di campionato e coppa di Francia nella stagione 1994-1995. L'edizione successiva, riferita alla stagione 1995-1996, non si disputò in quanto l'Auxerre aveva conquistato entrambi i tornei, quindi il trofeo non fu assegnato. Successivamente il regolamento stabilì, in caso di situazione analoga, che a sfidare la vincitrice delle due manifestazioni sarebbe stata la seconda classificata in campionato (evento verificatosi nelle edizioni 2008, 2011, 2015, 2016, 2018 e 2020).
Negli anni duemila l'Olympique Lione stabilì il primato di sette trofei vinti, aggiudicandoselo per sei edizioni consecutive tra 2002 e 2007 (l'ottavo e ultimo titolo arriverà nel 2012). Il doppio record è stato superato nel decennio successivo dal Paris Saint-Germain, vincitore di otto edizioni consecutive tra 2013 e 2020, per un totale di 13 supercoppe vinte.

## Albo d'oro
| Edizione                            | Vincitore                           | Data                                | Ligue 1                             | Coppa di Francia                    | Risultato                           | Sede                                        | Spettatori                          |
| Challènge des Champions (1955-1986) | Challènge des Champions (1955-1986) | Challènge des Champions (1955-1986) | Challènge des Champions (1955-1986) | Challènge des Champions (1955-1986) | Challènge des Champions (1955-1986) | Challènge des Champions (1955-1986)         | Challènge des Champions (1955-1986) |
| ----------------------------------- | ----------------------------------- | ----------------------------------- | ----------------------------------- | ----------------------------------- | ----------------------------------- | ------------------------------------------- | ----------------------------------- |
| 1955                                | Stade Reims (1)                     | 14 settembre 1955                   | Stade Reims                         | Lilla                               | 7-1                                 | Marsiglia, Stadio Vélodrome                 | 5 000                               |
| 1956                                | Sedan-Torcy (1)                     | 6 giugno 1956                       | Nizza                               | Sedan-Torcy                         | 1-0                                 | Parigi, Parco dei Principi                  | 9 347                               |
| 1957                                | Saint-Étienne (1)                   | 7 giugno 1957                       | Saint-Étienne                       | Tolosa                              | 2-1                                 | Tolosa, Stadium Municipal                   | 11 254                              |
| 1958                                | Stade Reims (2)                     | 19 novembre 1958                    | Stade Reims                         | Nîmes                               | 2-1                                 | Marsiglia, Stadio Vélodrome                 | 4 659                               |
| 1959                                | Le Havre (1)                        | 2 giugno 1959                       | Nizza                               | Le Havre                            | 2-0                                 | Parigi, Parco dei Principi                  | 5 006                               |
| 1960                                | Stade Reims (3)                     | 1 giugno 1960                       | Stade Reims                         | Monaco                              | 6-2                                 | Nantes, Stadio Marcel Saupin                | 15 289                              |
| 1961                                | Monaco (1)                          | 22 agosto 1961                      | Monaco                              | Sedan-Torcy                         | 1-1 con sorteggio                   | Marsiglia, Stadio Vélodrome                 | 2 000                               |
| 1962                                | Saint-Étienne (2)                   | 29 giugno 1962                      | Saint-Étienne                       | Stade Reims                         | 4-3                                 | Limoges, Parc municipal des sports          | 8 800                               |
| 1965                                | Nantes (1)                          | 17 agosto 1965                      | Nantes                              | Rennes                              | 4-2                                 | Lorient, Stade du Moustoir                  | 12 000                              |
| 1966                                | Stade Reims (4)                     | 13 giugno 1966                      | Nantes                              | Stade Reims                         | 2-0                                 | Nantes, Stadio Marcel Saupin                | 16 000                              |
| 1967                                | Saint-Étienne (3)                   | 13 giugno 1967                      | Saint-Étienne                       | Olympique Lione                     | 3-0                                 | Saint-Étienne, Stadio Geoffroy Guichard     | 16 398                              |
| 1968                                | Saint-Étienne (4)                   | 17 agosto 1968                      | Saint-Étienne                       | Bordeaux                            | 5-3                                 | Montpellier, Stade Richter                  | 5 917                               |
| 1969                                | Saint-Étienne (5)                   | 23 luglio 1969                      | Saint-Étienne                       | Olympique Marsiglia                 | 3-2                                 | Parigi, Parco dei Principi                  | 6 416                               |
| 1970                                | Nizza (1)                           | 19 giugno 1970                      | Saint-Étienne                       | Nizza                               | 2-0                                 | Nizza, Stadio Léo Lagrange                  | 5 023                               |
| 1971                                | Olympique Marsiglia (1) Rennes (1)  | 20 agosto 1971                      | Olympique Marsiglia                 | Rennes                              | 2-2 titolo condiviso                | Brest, Stade de l'Armoricaine               | 15 000                              |
| 1972                                | Bastia (1)                          | 26 luglio 1972                      | Olympique Marsiglia                 | Bastia                              | 5-2                                 | Tolone, Stade de Bon Rencontre              | 10 000                              |
| 1973                                | Olympique Lione (1)                 | 21 agosto 1973                      | Nantes                              | Olympique Lione                     | 1-0                                 | Brest, Stade de l'Armoricaine               | 10 000                              |
| 1985                                | Monaco (2)                          | 18 dicembre 1985                    | Bordeaux                            | Monaco                              | 1-1 (dts) (8-7 dtr)                 | Bordeaux, Stadio Chaban-Delmas              | 21 618                              |
| 1986                                | Bordeaux (1)                        | 23 gennaio 1987                     | Paris Saint-Germain                 | Bordeaux                            | 1-0                                 | Pointe-à-Pitre, Stade René Serge Nabajoth   | 12 000                              |
| Trophée des Champions (1995-)       |                                     |                                     |                                     |                                     |                                     |                                             |                                     |
| 1995                                | Paris Saint-Germain (1)             | 23 gennaio 1995                     | Nantes                              | Paris Saint-Germain                 | 2-2 (dts) (5-6 dtr)                 | Brest, Stade Francis-Le Blé                 | 12 000                              |
| 1997                                | Monaco (3)                          | 23 luglio 1997                      | Monaco                              | Nizza                               | 5-2                                 | Béziers, Stade de la Méditerranée           | 7 614                               |
| 1998                                | Paris Saint-Germain (2)             | 30 luglio 1998                      | Lens                                | Paris Saint-Germain                 | 0-1                                 | Tours, Stade de la Vallée du Cher           | 10 365                              |
| 1999                                | Nantes (2)                          | 24 luglio 1999                      | Bordeaux                            | Nantes                              | 0-1                                 | Amiens, Stade de la Licorne                 | 11 858                              |
| 2000                                | Monaco (4)                          | 22 luglio 2000                      | Monaco                              | Nantes                              | 0-0 (dts) (6-5 dtr)                 | Montbéliard, Stadio Auguste Bonal           | 9 918                               |
| 2001                                | Nantes (3)                          | 19 luglio 2001                      | Nantes                              | Strasburgo                          | 4-1                                 | Strasburgo, Stadio della Meinau             | 7 685                               |
| 2002                                | Olympique Lione (2)                 | 27 luglio 2002                      | Olympique Lione                     | Lorient                             | 5-1                                 | Cannes, Stade Pierre de Coubertin           | 5 041                               |
| 2003                                | Olympique Lione (3)                 | 26 luglio 2003                      | Olympique Lione                     | Auxerre                             | 2-1                                 | Lione, Stade de Gerland                     | 18 254                              |
| 2004                                | Olympique Lione (4)                 | 31 luglio 2004                      | Olympique Lione                     | Paris Saint-Germain                 | 1-1 (dts) (7-6 dtr)                 | Cannes, Stade Pierre de Coubertin           | 9 429                               |
| 2005                                | Olympique Lione (5)                 | 27 luglio 2005                      | Olympique Lione                     | Auxerre                             | 4-1                                 | Auxerre, Stadio Abbé-Deschamps              | 10 967                              |
| 2006                                | Olympique Lione (6)                 | 30 luglio 2006                      | Olympique Lione                     | Paris Saint-Germain                 | 1-1 (dts) (5-4 dtr)                 | Lione, Stade de Gerland                     | 30 529                              |
| 2007                                | Olympique Lione (7)                 | 28 luglio 2007                      | Olympique Lione                     | Sochaux                             | 2-1                                 | Lione, Stade de Gerland                     | 30 413                              |
| 2008                                | Bordeaux (2)                        | 2 agosto 2008                       | Bordeaux                            | Olympique Lione                     | 0-0 (dts) (5-4 dtr)                 | Lens, Stadio Chaban-Delmas                  | 27 167                              |
| 2009                                | Bordeaux (3)                        | 25 luglio 2009                      | Bordeaux                            | Guingamp                            | 2-0                                 | Montréal, Stadio Olimpico                   | 34 068                              |
| 2010                                | Olympique Marsiglia (2)             | 28 luglio 2010                      | Olympique Marsiglia                 | Paris Saint-Germain                 | 0-0 (dts) (5-4 dtr)                 | Tunisi, Stade 7 novembre                    | 57 000                              |
| 2011                                | Olympique Marsiglia (3)             | 27 luglio 2011                      | Lilla                               | Olympique Marsiglia                 | 4-5                                 | Tangeri, Stadio di Tangeri                  | 33 900                              |
| 2012                                | Olympique Lione (8)                 | 28 luglio 2012                      | Montpellier                         | Olympique Lione                     | 2-2 (dts) (2-4 dtr)                 | Harrison, Red Bull Arena                    | 15 166                              |
| 2013                                | Paris Saint-Germain (3)             | 3 agosto 2013                       | Paris Saint-Germain                 | Bordeaux                            | 2-1                                 | Libreville, Stade d'Angondjé                | 34 658                              |
| 2014                                | Paris Saint-Germain (4)             | 2 agosto 2014                       | Paris Saint-Germain                 | Guingamp                            | 2-0                                 | Pechino, Stadio dei Lavoratori              | 39 752                              |
| 2015                                | Paris Saint-Germain (5)             | 1º agosto 2015                      | Paris Saint-Germain                 | Olympique Lione                     | 2-0                                 | Montréal, Stade Saputo                      | 20 057                              |
| 2016                                | Paris Saint-Germain (6)             | 6 agosto 2016                       | Paris Saint-Germain                 | Olympique Lione                     | 4-1                                 | Klagenfurt, Wörthersee Stadion              | 10 120                              |
| 2017                                | Paris Saint-Germain (7)             | 29 luglio 2017                      | Monaco                              | Paris Saint-Germain                 | 1-2                                 | Tangeri, Stadio di Tangeri                  | 43 761                              |
| 2018                                | Paris Saint-Germain (8)             | 4 agosto 2018                       | Paris Saint-Germain                 | Monaco                              | 4-0                                 | Shenzen, Shenzhen Universiade Sports Centre | 41 237                              |
| 2019                                | Paris Saint-Germain (9)             | 3 agosto 2019                       | Paris Saint-Germain                 | Rennes                              | 2-1                                 | Shenzen, Shenzhen Universiade Sports Centre | 22 045                              |
| 2020                                | Paris Saint-Germain (10)            | 13 gennaio 2021                     | Paris Saint-Germain                 | Olympique Marsiglia                 | 2-1                                 | Lens, Stadio Bollaert-Delelis               | 0                                   |
| 2021                                | Lilla (1)                           | 1º agosto 2021                      | Lilla                               | Paris Saint-Germain                 | 1-0                                 | Tel Aviv, Stadio Bloomfield                 | 29 000                              |
| 2022                                | Paris Saint-Germain (11)            | 31 luglio 2022                      | Paris Saint-Germain                 | Nantes                              | 4-0                                 | Tel Aviv, Stadio Bloomfield                 | 28 000                              |
| 2023                                | Paris Saint-Germain (12)            | 3 gennaio 2024                      | Paris Saint-Germain                 | Tolosa                              | 2-0                                 | Parigi, Parco dei Principi                  | 43 792                              |
| 2024                                | Paris Saint-Germain (13)            | 5 gennaio 2025                      | Paris Saint-Germain                 | Monaco                              | 1-0                                 | Doha, Stadio 974                            | 39 682                              |
| 2025                                |                                     |                                     | Paris Saint-Germain                 | Olympique Marsiglia                 |                                     |                                             |                                     |

## Vittorie per squadra
| Squadra             | Vittorie | Finali perse | Anni vittorie                                                                | Anni sconfitte               |
| ------------------- | -------- | ------------ | ---------------------------------------------------------------------------- | ---------------------------- |
| Paris Saint-Germain | 13       | 5            | 1995, 1998, 2013, 2014, 2015, 2016, 2017, 2018, 2019, 2020, 2022, 2023, 2024 | 1986, 2004, 2006, 2010, 2021 |
| Olympique Lione     | 8        | 4            | 1973, 2002, 2003, 2004, 2005, 2006, 2007, 2012                               | 1967, 2008, 2015, 2016       |
| Saint-Étienne       | 5        | 1            | 1957, 1962, 1967, 1968, 1969                                                 | 1970                         |
| Monaco              | 4        | 4            | 1961, 1985, 1997, 2000                                                       | 1960, 2017, 2018, 2024       |
| Stade Reims         | 4        | 1            | 1955, 1958, 1960, 1966                                                       | 1962                         |
| Nantes              | 3        | 5            | 1965, 1999, 2001                                                             | 1966, 1973, 1995, 2000, 2022 |
| Bordeaux            | 3        | 4            | 1986, 2008, 2009                                                             | 1968, 1985, 1999, 2013       |
| Olympique Marsiglia | 3 (1)    | 3            | 1971, 2010, 2011                                                             | 1969, 1972, 2020             |
| Nizza               | 1        | 3            | 1970                                                                         | 1956, 1959, 1997             |
| Rennes              | 1 (1)    | 2            | 1971                                                                         | 1965, 2019                   |
| Lilla               | 1        | 2            | 2021                                                                         | 1955, 2011                   |
| Sedan               | 1        | 1            | 1956                                                                         | 1961                         |
| Le Havre            | 1        | -            | 1959                                                                         | -                            |
| Bastia              | 1        | -            | 1972                                                                         | -                            |
| Tolosa              | -        | 2            | -                                                                            | 1957, 2023                   |
| Auxerre             | -        | 2            | -                                                                            | 2003, 2005                   |
| Guingamp            | -        | 2            | -                                                                            | 2009, 2014                   |
| Nîmes               | -        | 1            | -                                                                            | 1958                         |
| Lens                | -        | 1            | -                                                                            | 1998                         |
| Strasburgo          | -        | 1            | -                                                                            | 2001                         |
| Lorient             | -        | 1            | -                                                                            | 2002                         |
| Sochaux             | -        | 1            | -                                                                            | 2007                         |
| Montpellier         | -        | 1            | -                                                                            | 2012                         |

## Record e statistiche

### Generali
- Risultato più largo in finale: 7-1 (1955)
- Maggior numero di gol segnati in finale: 8 (7-1, 1955, 6-2, 1960)
- Minor numero di gol segnati in una finale: 0 (2000, 2010)
- Edizioni assegnate dopo i tempi supplementari: 0
- Edizioni assegnate dopo i tiri di rigore: 8 (1985, 1995, 2000, 2004, 2006, 2008, 2010, 2012)

### Club
- Record di titoli:  Paris Saint-Germain (13)
- Titoli consecutivi:  Paris Saint-Germain (8)
- Finali raggiunte:  Paris Saint-Germain (18)

### Individuali

#### Giocatori con il maggior numero di vittorie
- Marquinhos (10)

Giocatori con più presenze
- Marquinhos
- Marco Verratti (9)